# 群馬県道106号新前橋停車場線
群馬県道106号新前橋停車場線（ぐんまけんどう 106ごう しんまえばしていしゃじょうせん）は群馬県前橋市にあるJR新前橋駅前から群馬県道12号前橋高崎線に至る一般県道である。

## 概要
延長わずか60メートルほどの短い路線であるが、6車線で整備されている。
群馬県道12号前橋高崎線より先は都市計画道路新前橋駅川曲線として整備が進められている。

### 路線データ
- 起点：新前橋停車場[1]
- 終点：前橋市新前橋町 （群馬県道12号前橋高崎線交点〈新前橋駅前交差点〉）[注釈 1]

## 歴史
- 1959年（昭和34年）9月18日：群馬県より現・道路法に基づき、県道新前橋停車場線（新前橋停車場 - 一級国道17号線[注釈 2]交点〈前橋市古市町〉、整理番号92）が路線認定される[2]。
  - 同日、前身路線にあたる県道新前橋停車場古市線（新前橋停車場 - 前橋市古市町、整理番号114）が路線廃止される[3]。

## 地理

### 通過する自治体
- 前橋市

### 交差する道路
- 群馬県道12号前橋高崎線 - 終点